# Alan Becker
Alan Becker, né le 18 mai 1989 à Dublin, en Ohio, est un artiste animateur et YouTuber américain, rendu célèbre par sa web-série Animator vs Animation ainsi que par l'œuvre dérivée Animation vs, et plus particulièrement la série Animation vs Minecraft Shorts.

## Biographie
En 2006, à l'âge de 17 ans, Becker a posté la vidéo Animator vs. Animation sur le site de partage Newgrounds, où la vidéo est rapidement devenue virale et a été ré-uploadée sur différents sites. Il faillit vendre tous les droits exclusifs de son animation pour 75 $, mais en suivant les conseils de Steven Lerner, propriétaire d’Albino Blacksheep (en), il a décidé de refuser le contrat.
Plus tard, il a découvert que cette animation a été téléchargée sur le site eBaum's world (en) sans autorisation (le site était célèbre, à l'époque, pour le téléchargement de contenu sans le consentement du créateur). Plusieurs personnes, dont Steven Lerner, ont souhaité utiliser cette animation pour porter plainte contre eBaum's world (en) pour violation de droits d'auteur. Mais ceux-ci ont contacté Becker et lui ont proposé un paiement de 250 $ pour l'utilisation de l'animation, que ce dernier accepta. Ils ont également exigé de lui qu'il écrive un témoignage dans lequel il devait déclarer que eBaum's world (en) l'avait contacté avant d'avoir posté son animation. Cependant, après avoir reparlé à Steve Lerner, il décida de leur rendre les 250 $ et leur a officiellement demandé de retirer son animation du site, ainsi que le témoignage.
Atom Films persuade Becker de créer une suite après le succès de sa première animation, ainsi il publie Animator vs. Animation II, puis à la suite de plusieurs demandes de ses abonnés, il publie Animator vs. Animation III avant de passer à d'autres projets. En 2007, Charles Yeh a proposé de faire un jeu de l'animation, après avoir regardé son impressionnant travail, Alan a accepté de collaborer avec lui. Becker a voulu faire la troisième itération la dernière de la série, déclarant qu'il « voulait s'assurer qu'aucune suite ne pourrait sortir de ça » en terminant la vidéo avec un écran bleu de la mort, comme si l'ordinateur était mort et la série d'animation ne pouvait plus aller plus loin. Mais il a déclaré que son professeur d'animation l'avait inspiré à continuer sur YouTube. Sa quatrième vidéo, Animator vs. Animation IV, a reçu plus de 11 000 $ en financement participatif sur Kickstarter.
Becker a récemment créé des œuvres liées au jeu vidéo Minecraft comme la vidéo Animation vs Minecraft et une carte du monde basée sur le film My Neighbor Totoro du Studio Ghibli.
Becker a également créé une série de vidéos how-to, basée sur les 12 principes de base de l'animation, qui a été téléchargée sur sa chaîne YouTube secondaire Alan Becker Tutorials.
Le 21 novembre 2017, Becker a annoncé qu'il travaillait avec Insanity Games pour créer un jeu de cartes basé sur ses animations.
À partir du 18 novembre 2017, Alan Becker a réalisé de nouvelles courtes animations pour Minecraft en raison du fait que Animation vs Minecraft reçoit plus de vues, battant Animator vs. Animation comme la vidéo la plus visionnée sur sa chaîne.
Le 30 juin 2018, Animation vs Minecraft a atteint 100 millions de vues sur YouTube, ainsi qu'une vidéo montrant le spin-off à venir, Animation vs. League of Legends. En 2021, elle est devenue la vidéo en rapport avec Minecraft la plus vue au monde.
En plus de sa chaine Youtube principale, Alan Becker anime en compagnie de l'artiste et animateur américain DJ Welch la chaine Animator VS Games depuis 2015. Sur cette chaine, les deux animateurs jouent principalement à des jeux vidéos divers. Cependant, à chaque sortie d'une nouvelle animation sur la chaine principale d'Alan une réaction sur Animator VS Games est réalisée. Les réactions burlesque de DJ ainsi que les anecdotes de création d'Alan en font de véritables succès. Cette chaine a d'ailleurs dépassé le million d'abonnés en 2023.
Alan a réalisé en coopération avec le site Youtooz des peluches ainsi que plusieurs figurines des personnages principaux de ses animations.

## Prix
En 2007, Animator vs. Animation II a remporté un « People's Choice » au Webby Award.

## Animations
- 2006 : Pink Army
- 2006 : Animator vs. Animation
- 2007 : Animator vs. Animation II
- 2010 : We Are Corn
- 2010 : If Water Had Eyes
- 2011 : Animator vs. Animation III
- 2011 : The Burger
- 2012 : Burger Box
- 2012 : Stick Texting
- 2013 : My paper crane flew away
- 2013 : Lumin
- 2013 : A Wild Pokémon Sighting
- 2014 : Revolt TV Animation
- 2014 : Revolt TV Animation 2
- 2014 : Animator vs. Animation IV
- 2015 : Chairbending
- 2015 : Stick Texting - A Whole Conversation
- 2015 : Animation vs. Minecraft
- 2016 : The Story Of Love
- 2016 : GreeNoodle
- 2017 : Animation vs. YouTube
- 2017 : AVM Shorts #1 - The Rediscovery
- 2017 : AVM Shorts #2 - The Building Contest
- 2018 : AVM Shorts #3 - The Roller Coaster
- 2018 : AVM Shorts #4 - Potions
- 2018 : AVM Shorts #5 - Note Blocks
- 2018 : AVM Shorts #6 - Command Blocks
- 2018 : AVM Shorts #7 - PvP
- 2018 : AVM Shorts #8 - The Nether
- 2018 : AVM Shorts #9 - Villagers
- 2018 : The Virus - Animator VS Animation 5
- 2018 : AVM Shorts #10 - The End
- 2018 : The Chosen One's Return - Animator VS Animation 6
- 2018 : Animation vs. League of Legends
- 2019 : AVM Shorts #11 - SkyBlock
- 2019 : The Flashback - Animator VS Animation 7
- 2019 : AVM Shorts #12 - TNT Land
- 2019 :  AVM Shorts #13 - The Dolphin Kingdom
- 2019 : Animation vs. Pokemon
- 2019 : AVM Shorts #14 - Cave Spider Roller Coaster
- 2019 : Blue's New Superpower - #TeamTrees
- 2019 : Animation vs. Super Mario Bros
- 2020 : AVM Shorts #15 - Redstone Academy
- 2020 : AVM Shorts #16 - Note Block Battle
- 2020 : AVM Shorts #17 - Build Battle
- 2020 : AVM Shorts #18 - Texture Packs
- 2020 : AVM Shorts #19 - Lucky Block
- 2020 : The Showdown - Animator VS Animation 8
- 2020 : Animator vs. Animation V (compilation des quatre épisodes AVA Shorts)
- 2020 : AVM Shorts #20 - The Piglin War
- 2021 : AVM Shorts #21 - The Witch
- 2021 : AVM Shorts #22 - Parkour
- 2021 : AVM Shorts #23 - Titan Ravager
- 2021 : AVM Shorts #24 - Lush Caves
- 2021 : AVM Shorts #25 - The Ultimate Weapon
- 2021 : AVM Shorts #26 - The Warden
- 2021 : Animation vs. Arcade Games
- 2021 : Animation vs. Trash - #TeamSeas
- 2022 : AVM Shorts #27 - Monster School
- 2022 : AVM Shorts #28 - The Raid
- 2022 : AVM Shorts #29 - Note Block Universe
- 2022 : Actual Shorts Season 1
- 2022 : AVM Shorts #30 - The King
- 2023 : Wanted- Animator VS Animation 9
- 2023 : AVM Shorts #31 - Ultimate Roller Coaster Race
- 2023 : Animation vs. Math
- 2023 : AVM Season 3 In Real Time
- 2023 : AVM Shorts #32 - The Chef
- 2023 : The Box - Animator VS Animation 10
- 2023 : Actual Shorts Season 2
- 2023 : Animation vs. Physics
- 2023 : AVM Shorts #33 - Lucky Block Staff
- 2024 : AVM Shorts #34 - The Prank
- 2024 : AVM Shorts #35 - Note Block Concert
- 2024 : Animation vs. Geometry
- 2024 : Influencer Arc
- 2024 : Victim - Animator VS Animation 11
- 2025 : Animation vs. Coding
- 2025 : Animation vs. Addiction
- 2025 : AVM Shorts #36 - Bedwars

## Jeux vidéo
- 2007 : Animator vs. Animation Game
- 2025 (en développement) : Animation VERSUS

## Personnages des séries
- The Second Coming (Second) : C'est le plus grand des cinq stickman, sa tête est creuse, à l'inverse des autres stickman (c'est un cercle et non un disque).
- Green (Vert) : Il gagne toujours les concours de construction et adore jouer de la musique → Note Blocks - AVM Épisode 5
- Yellow (Jaune) : Il adore la redstone et la construction. il est le plus intelligent des stickman. → The Roller Coaster - AVM Épisode. 3 / Redstone Academy - AVM Épisode 15
- Blue (Bleu): Il est doué dans la fabrication de potions et adore les plantes, et est un addict à la verrue du nether. → Potions - AVM Shorts Épisode 4
- Red (Rouge) : Amoureux des animaux, nous supposons qu'il est le plus jeune des stickman.
- The Chosen One (Chosen) : Un stickman qui intervient dans quelques épisodes. Sa tête est un cercle (comme Orange) et il dispose de nombreux pouvoirs (lancer ou cracher du feu, vision laser, invoquer la foudre, etc.). Il est le plus mystérieux des stickman, mais aussi la seconde création d'Alan.
- The Dark Lord (Dark) : Antagoniste principal de Animation vs Animator IV et V, fut le meilleur ami de Chosen pendant Animations vs Animator III, IV (en arrière-plan nous supposons) et V, pour Animations vs Animator, tous reste méconnu de sa relation avec Chosen. Il est connu pour sa création du ViraBot, un virus où l'on peut voir des dégâts (non accès au terminal, CPU en surchauffe, non accès à l'antivirus , etc.) Animations vs Animator III and V
- Victim : Antagoniste animation vs Animator VI (?) première création d'Alan sous le nom de noogai3 ; au départ, ce personnage a été pensé mort après un quitter sans sauvegarder exécuté par Alan. De nombreuses théories sur l'auto-sauvegarde du Cloud (database, nom du lieu numérique où vivent désormais Chosen et Dark, là où toutes les adresses IP de chaque utilisateur du monde peuvent être accédées), CEO d'un agence au nom inconnu pour l'instant, il engage 4 mercenaires pour la capture de Chosen. → Animations vs Animator VI